# Online-Lotto
Online-Lotto ist die Online-Version des traditionellen Lottos. Online-Lotterien ermöglichen es den Spielern, ihre Lottoscheine über das Internet zu kaufen. Neben dem Lottoschein-Verkauf bieten Online-Lotterien den Spielern die neusten Ergebnisse, Geschichten über vorherige Gewinner und Statistiken mit Lottoquoten.

## Varianten
Es gibt drei verschiedene Varianten von Online-Anbietern: staatliche Anbieter, staatlich lizenzierte Anbieter sowie private, nicht lizenzierte Anbieter. Private, nicht staatlich lizenzierte Anbieter bieten keine echte Teilnahme am staatlichen Lotto, sondern nur Wetten auf die Ergebnisse. Die rechtliche Grundlage ist der Staatsvertrag zum Glücksspielwesen, auch Glücksspielstaatsvertrag (GlüStV) genannt.
In Deutschland zählt die Teilnahme bei einem Lotterieanbieter ohne Lizenz als illegales Glücksspiel. Das Hessische Ministerium für Inneres und Sport hat auf seiner Website eine White List der Glücksspielaufsichtsbehörden der Länder veröffentlicht. In dieser weißen Liste werden Glücksspielanbieter mit einer Erlaubnis aus Deutschland gelistet.

## Anbieter
Unter anderen haben folgende private Unternehmen ein in Deutschland staatlich lizenziertes Onlineangebot für Lotterien:
- Braun Lotto-System-Service GmbH & Co. KG
- Burda Direct GmbH
- Dr. Leise GmbH & Co. KG
- FABER Lotto GmbH & Co. KG
- Faber Lotto-Service GmbH
- G Connect GmbH
- Lotterie.de GmbH & Co. KG
- Lotto24 AG
- Lottobay GmbH
- Lottowelt AG
- NeoLotto Limited
- Netlotto GmbH
- Next Lotto GmbH
- OnGoingMedia GmbH
- Pegasus Direkt GmbH
- Xotto Lottovermittlungsgesellschaft mbH

## Entwicklung des Online-Lotterie-Marktes in Deutschland
Durch die zunehmende Online-Affinität der Spieler und die steigende Attraktivität der Produkte, die stark diversifiziert und auf die Bedürfnisse der Lotto-Interessierten zugeschnitten sind, wächst der deutsche Glücksspielmarkt stetig. Besonders private Anbieter profitieren davon.
Im Vergleich dazu bietet das staatliche Lotto zwar auch ein Online-Angebot, welches allerdings nicht weiter diversifiziert wurde, sondern das reguläre Offline-Angebot widerspiegelt.
Der Glücksspielmarkt kann in den regulierten und in den unregulierten Markt untergliedert werden
- Als regulierter Markt werden alle Aktivitäten bezeichnet, die nach deutschem Recht vollkommen gesichert angeboten werden dürfen. Darunter fallen beispielsweise alle Angebote des Deutschen Lotto- und Totoblocks, Klassen- und Fernsehlotterien.
- Unter dem Begriff des unregulierten Marktes fallen alle privaten Produkte im Glücksspielmarkt, dessen rechtlicher Status nicht eindeutig geklärt oder sogar untersagt ist. Darunter fallen viele Online-Angebote wie Online-Lotto, Online-Wetten, Online-Casino und Online-Poker. Diese Angebote können mit Hilfe von europäischen Lizenzen oder Lizenzen anderer europäischer Länder ganz legal und regulär agieren. Derzeit widerspricht die deutsche Rechtsprechung dem europäischen Recht hinsichtlich dem legalen Status von Glücksspielangeboten aus dem Ausland. In Deutschland ist der rechtliche Status dieser Angebote jedoch nicht abschließend geklärt.[5][6]

## Anteile des Online-Angebots am Gesamtumsatz
Der Online-Anteil der Glücksspielbranche, im unregulierten Sinne, liegt je nach Marktsegment (Lotto, Casino, Wetten) bei ungefähr 50 % vom Gesamtumsatz. Damit wird ein Trend in Richtung der Online-Angebote aufgezeigt. Bei einer näheren Betrachtung vom Lotto-Segment kann festgestellt werden, dass Online-Lotto eine Sonderstellung hat, da dieser Markt bis Ende 2008 reguliert war und seitdem erst dem unregulierten Markt zugeordnet werden kann. Der Online-Lotto-Bereich entwickelte sich vollkommen anders als andere Glücksspielsparten. 2009 zogen sich die Landeslotteriegesellschaften mit ihrem Online-Angebot vollkommen zurück, wobei sie damit circa 50 % des Marktes abdeckten. Zur gleichen Zeit wuchsen die privaten Anbieter kontinuierlich. Beispielsweise lagen 2005 die Umsatzprovisionen bei 26,1 Millionen Euro, 2009 dagegen lagen die Bruttospielerträge dann schon bei 89,6 Millionen Euro.
Durch die allgemein verbreitete Nutzung des Internets und durch den alltäglichen Umgang mit vielen Anwendungen wird auch das Online-Lottospielen immer verbreiteter. Die hohe Attraktivität der ausländischen Lottoangebote, im Gegensatz zu den öffentlichen, inländischen Angeboten, hat dazu geführt, dass immer mehr junge Lottospieler, also die zukünftige Generation, zunehmend im Internet spielen und damit den öffentlichen Anbietern den Rücken zukehren werden. Der regulierte Markt profitiert derzeit noch von Lock-in-Effekten, die ältere Spieler davon abhalten, zu den privaten Anbietern zu wechseln.